# Donaldjohanson (planetka)
(52246) Donaldjohanson je planetka z hlavního pásu nacházejícího se mezi Marsem a Jupiterem, kterou v roce 1981 objevil americký astronom Schelte Bus. Donaldjohanson byl, po planetce Dinkinesh, vybrán jako druhý, ale nikoli primární cíl pro výzkum sondou Lucy.

## Charakteristika
Donaldjohanson má protáhlý tvar o délce zhruba 8 km a maximální šířce 3,5 km. Těleso, složené převážně z uhlíkatých chondritů, se zformovalo zhruba před 150 miliony let. Jakožto planetka hlavního pásu obíhá Slunce ve vzdálenosti 1,9 až 2,8 AU jednou za 3 roky a 8 měsíců. 

## Průlet sondy Lucy
Historicky nejbližší průlet kolem planetky, ve vzdálenosti 960 km, provedla sonda Lucy dne 20. dubna 2025 během svého letu k Jupiterovým trojánům. Díky tomuto blízkému průletu bylo možno provést nebývale detailní průzkum tohoto tělesa. Ten mimo jiné odhalil protáhlý tvar tohoto tělesa, způsobený tím, že se jedná o tzv. kontaktní binární těleso, což zřejmě není u vesmírných těles neobvyklé, jak naznačuje srovnání např. s planetkou Arrokoth, kometou 67P/Čurjumov-Gerasimenko, či měsícem planetky Dinkinesh.

## Pojmenování
Planetka nese název po americkém paleoantropologovi Donaldu Johansonovi, který je známý zejména objevem jedné z nejstarších fosilií předchůdce člověka, pojmenovanou Lucy. V tomto případě se tedy role obrací a sonda Lucy objevovala Donaldjohansona.

## Galerie

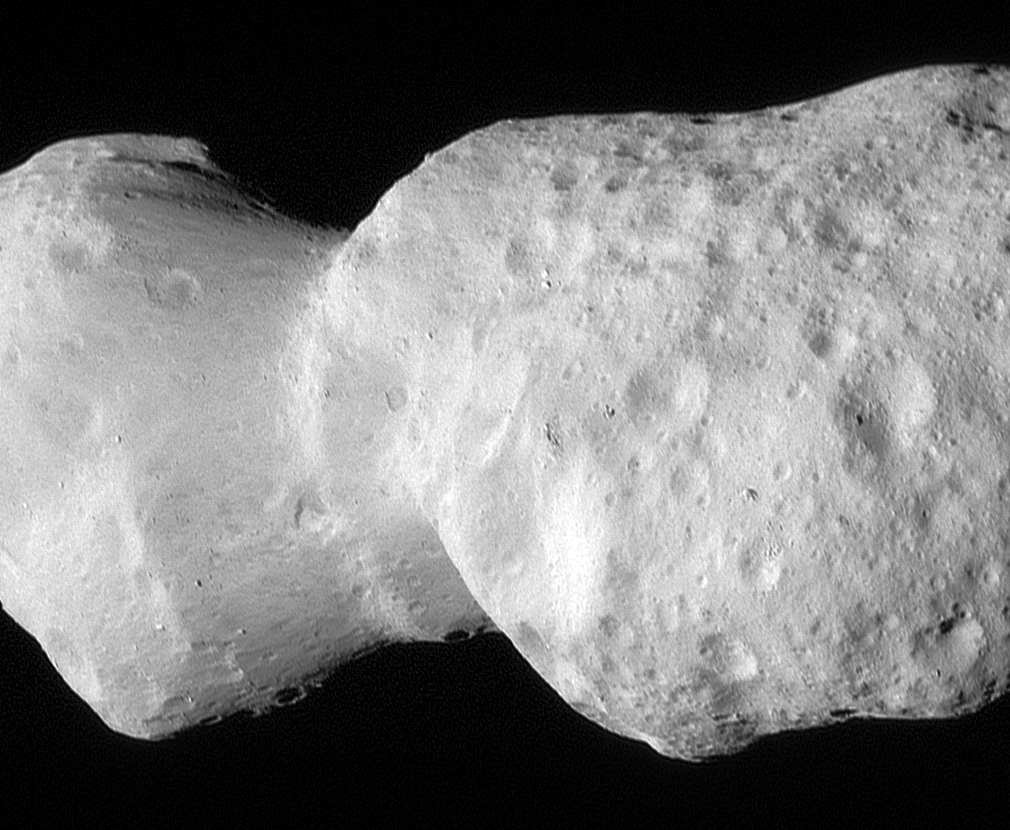
Snímek z nejbližšího průletu
Animace z průletu kolem planetky
Trasa sondy Lucy. Donaldjohanson = zelená trajektorie